# Amgalanbaataryn Czancalnjamaa
Amgalanbaataryn Czancalnjamaa (mong. Амгаланбаатарын Чанцалнямаа; ur. 1985) – mongolska zapaśniczka walcząca w stylu wolnym. Zajęła piąte miejsce na mistrzostwach Azji w  2018. Trzecia w Pucharze Świata w 2018 roku.